# Maj Helen Sorkmo
Maj Helen Nymoen Sorkmo (ur. 14 sierpnia 1969 w Os) – norweska biegaczka narciarska, reprezentantka klubu Os IL. Jej najlepszym wynikiem na igrzyskach olimpijskich jest 6. miejsce na Igrzyskach w Salt Lake City. Na mistrzostwach świata jej najlepszą pozycją było 14. miejsce na Mistrzostwach w Ramsau i Mistrzostwach w Val di Fiemme.
Jej najlepszym sezonem w Pucharze Świata był sezon 1999/2000 kiedy w klasyfikacji generalnej zajęła 12. miejsce, a w klasyfikacji sprintu zajęła 5. miejsce.

## Osiągnięcia

### Igrzyska Olimpijskie
| Olimpiada           | Data           | Konkurencja            | Miejsce     |
| ------------------- | -------------- | ---------------------- | ----------- |
| Nagano 1998         | 20 lutego 1998 | 30 km stylem dowolnym  | 19. miejsce |
| Salt Lake City 2002 | 19 lutego 2002 | Sprint stylem dowolnym | 6. miejsce  |

### Mistrzostwa Świata
| Mistrzostwa Świata | Data           | Konkurencja             | Miejsce     |
| ------------------ | -------------- | ----------------------- | ----------- |
| Trondheim 1997     | 21 lutego 1997 | 15 km stylem dowolnym   | 32. miejsce |
| Ramsau 1999        | 19 lutego 1999 | 15 km stylem dowolnym   | 24. miejsce |
| Ramsau 1999        | 22 lutego 1999 | 5 km stylem klasycznym  | 14. miejsce |
| Ramsau 1999        | 23 lutego 1999 | 10 km + 5 km łączony    | 20. miejsce |
| Ramsau 1999        | 27 lutego 1999 | 30 km stylem klasycznym | 16. miejsce |
| Val di Fiemme 2003 | 20 lutego 2003 | 10 km stylem klasycznym | 26. miejsce |
| Val di Fiemme 2003 | 26 lutego 2003 | Sprint stylem dowolnym  | 14. miejsce |

### Puchar Świata

#### Miejsca w klasyfikacji generalnej
- 1993/1994 52
- 1994/1995 40
- 1995/1996 26
- 1996/1997 33
- 1997/1998 24
- 1998/1999 23
- 1999/2000 12
- 2000/2001 38
- 2001/2002 24
- 2002/2003 22

#### Zwycięstwa w zawodach
1. Kiruna – 24 listopada 2002 (sztafeta 4 x 5 km)
2. Davos – 8 grudnia 2002 (sztafeta 4 x 5 km)

#### Miejsca na podium
1. Kitzbühel – 29 grudnia 1999 (sprint s. dowolny) – 2. miejsce
2. Engelberg – 28 grudnia 1998 (sprint s. dowolny) – 2. miejsce
3. Clusone – 11 grudnia 2002 (sprint s. dowolny) – 3. miejsce
4. Salzburg – 29 grudnia 2001 (sprint s. klasyczny) – 3. miejsce
5. Garmisch-Partenkirchen – 27 grudnia 2001 (sprint s. dowolny) – 3. miejsce